# Rebel Moon - Parte 1: Figlia del fuoco
Rebel Moon - Parte 1: Figlia del fuoco (Rebel Moon - Part One: A Child of Fire), anche noto semplicemente come Rebel Moon, è un film del 2023 diretto da Zack Snyder.
Il film è ambientato nello stesso universo della pellicola Army of the Dead (2021), diretta sempre da Snyder.

## Trama
In una galassia distante, il Mondo Madre è un impero militare basato su millenni di guerre e devastazioni, la cui stirpe reale aveva regnato incontrastata per generazioni. Improvvisamente, tuttavia, il re e la regina in carica vengono uccisi da un misterioso assassino. Nel caos che ne segue nascono diversi movimenti di ribellione in alcuni dei pianeti soggiogati dal Mondo Madre. Questo ha permesso al senatore Balisarius di cogliere l'occasione per autoproclamarsi reggente e riprendere in maniera ancora più aggressiva la politica di distruzione portata avanti dai suoi predecessori.
Sul pianeta indipendente di Veldt è situato un piccolo villaggio agricolo, nel quale vive una giovane donna dal passato misterioso di nome Kora. Un giorno la colonia viene raggiunta da una nave da guerra imperiale capitanata dallo spietato ammiraglio Atticus Noble, il quale è alla ricerca di una banda di ribelli guidata dai fratelli Devra e Darrian Bloodaxe. Noble offre a Sindri, il padre del villaggio, di comprare le provviste in avanzo per nutrire i suoi soldati. Quest'ultimo, tuttavia, temendo le possibili conseguenze di un accordo, tenta di convincerlo che l'insediamento produce a malapena il necessario per nutrire i suoi abitanti, ma viene contraddetto da Gunnar, un giovane contadino attratto dai possibili guadagni che ne potrebbero derivare. Noble, in tutta risposta, uccide Sindri e sua moglie e riduce in schiavitù gli abitanti del villaggio, lasciando una piccola guarnigione di soldati per assicurarsi che devolvano tutta la loro produzione agricola a loro. Kora, inizialmente intenzionata a fuggire, decide di sterminare gli uomini di Noble dopo averli visti tentare di violentare una giovane ragazza. Successivamente parte insieme a Gunnar alla ricerca di soldati che possano aiutarli a difendere il villaggio dal Mondo Madre.
I due partono quindi alla volta della città spazioportuale di Providence. Durante il viaggio la giovane inizia a raccontare a Gunnar la sua storia. Essa era nata in uno dei tanti mondi devastati dall'impero. Alla guida delle forze armate c'era l'allora generale Balisarius, il quale aveva risparmiato Kora e la aveva presa come sua figlia adottiva. Essa aveva in seguito intrapreso la carriera militare, diventando ben presto ufficiale. Arrivati a Providence, i due fanno la conoscenza di Kai, un pilota che si offre di aiutarli nella loro ricerca. Il gruppo raggiunge quindi una tenuta di frontiera dove reclutano Tarak Decimus, un ex principe di un mondo distrutto dal Mondo Madre che, dopo essere stato liberato dalla schiavitù, accetta di unirsi a loro. La seconda tappa è il pianeta minerario di Cobalt, dove viene reclutata Nemesis, una spadaccina cyborg i cui figli erano stati massacrati dall'Impero. Durante il viaggio verso la successiva destinazione, Kora prosegue il racconto della sua storia a Gunnar. Grazie ai suoi successi in battaglia era stata promossa a guardia d'élite della famiglia reale, venendo incaricata di proteggere la giovane principessa Issa. Nel suo nuovo ruolo aveva scoperto che quest'ultima fosse nata con dei poteri soprannaturali che le permettevano di resuscitare gli esseri viventi. Questo aveva spinto il re a credere che la sua incoronazione avrebbe posto fine a millenni di guerre e devastazione per dare inizio a una nuova era di pace e prosperità. Il massacro della famiglia reale aveva però posto fine a questo piano. La terza tappa del viaggio è l'arena dei gladiatori di Castor, situata sulla luna di Pollux. Qui viene reclutato Titus, un ex generale imperiale caduto in disgrazia. Gli ultimi nella lista sono i già citati fratelli Bloodaxe. Nonostante l'incertezza iniziale Darrian accetta di aiutare il gruppo insieme a un manipolo di fedeli, mentre Devra e il resto della banda partono verso una destinazione sconosciuta.
Sulla via del ritorno Kai, persuaso dalle gesta di Kora, si offre di aiutarla nella sua battaglia contro l'impero, ma le chiede di permettergli di fare un'ultima consegna per liberarsi definitivamente della sua vita precedente. Il gruppo raggiunge quindi un deposito commerciale non registrato, dove ad aspettarli ci sono però Noble e i suoi uomini. L'intero viaggio si rivela essere un piano ordito da Kai, in realtà un mercenario al soldo di Noble, per catturare alcuni dei ricercati di più alto livello dell'impero. Kora, Tarak, Nemesis, Titus e Darrian vengono immobilizzati e preparati per essere portati sul Mondo Madre, dove verranno giustiziati. Quando tutto sembra perduto, tuttavia, Gunnar uccide Kai e libera Kora. Nella confusione che ne segue la giovane riesce a liberare anche gli altri compagni di viaggio, che iniziano a combattere i soldati dell'impero. Darrian si sacrifica per distruggere la nave da guerra imperiale, che precipitando distrugge la piattaforma del deposito commerciale. Kora e Noble si affrontano quindi faccia a faccia. È l'ammiraglio ad avere la peggio e, dopo essere stato gravemente ferito, viene lasciato precipitare nel vuoto. Kora, Gunnar, Titus, Nemesis, Tarak e Millius, l'unica sopravvissuta tra gli uomini di Darrian, fanno quindi ritorno al villaggio, decisi a difenderlo dagli attacchi dell'impero.
Poco dopo il combattimento, Noble, in fin di vita ma ancora vivo, viene raggiunto da una nave imperiale. Nonostante le gravi ferite, viene rivitalizzato e messo in contatto con Balisarius in persona, il quale gli ordina di catturare Kora e portarla al suo cospetto per essere giustiziata, altrimenti sarà lui a subire lo stesso destino.

## Produzione
Il progetto prende vita come film della saga di Guerre stellari ispirato ai film di Akira Kurosawa, ma dopo l'acquisizione di Lucasfilm da parte di The Walt Disney Studios, il film viene modificato per diventare un progetto a sé stante.
Le riprese del film, iniziate il 19 aprile 2022, si sono svolte per 152 giorni in California, dove ha beneficiato di 83 milioni di dollari di incentivi fiscali.
Il budget del film, comprendente la seconda parte Rebel Moon - Parte 2: la sfregiatrice, è stato di 166 milioni di dollari.

## Promozione
Il primo trailer del film è stato diffuso il 22 agosto 2023.

## Distribuzione
La pellicola è stata distribuita su Netflix a partire dal 22 dicembre 2023, sarà seguita poi da una distribuzione limitata nelle sale cinematografiche statunitensi.

### Divieti
Negli Stati Uniti il film è stato vietato ai minori di 13 anni non accompagnati da adulti.

## Accoglienza

### Ascolti
Il film è stato visto da 23,9 milioni di account nei primi giorni, debuttando direttamente al primo posto dei film più visti su Netflix.

### Critica
Dopo le anteprime per la stampa, la critica si è divisa sui giudizi, molti dei quali hanno stroncato il film sotto molti aspetti.

## Versioni alternative
Rebel Moon, così come il sequel, ha avuto una versione director's cut vietata ai minori di 18 anni non accompagnati da adulti, intitolata Rebel Moon - Capitolo 1: Calice di sangue(Rebel Moon - Chapter One: Chalice Of Blood)

## Altri media
Nel marzo 2023 Snyder ha annunciato lo sviluppo di un videogioco di ruolo basato sul film, insieme a un cortometraggio animato e un romanzo a fumetti. Nell'ottobre dello stesso anno viene invece annunciata una serie prequel a fumetti, intitolata House of the Bloodaxe.

## Sequel
Il sequel del film, girato consequenzialmente al primo capitolo, è intitolato Rebel Moon - Parte 2: La sfregiatrice e distribuito dal 19 aprile 2024, sempre su Netflix.
L'intenzione del regista è quella di fare diventare Rebel Moon una trilogia cinematografica.